# Carlos José Gutiérrez Gutiérrez
|  | Dieser Artikel wurde auf den Seiten der Qualitätssicherung des Projektes Politiker eingetragen. Hilf mit, ihn zu verbessern, und beteilige dich an der Diskussion! Folgendes muss noch verbessert werden: Nur sehr wenig Text vorhanden -- SK Sturm Fan My Disk. 01:32, 25. Mai 2010 (CEST) |

Carlos José Gutiérrez Gutiérrez (* 26. Februar 1927 in Managua, Nicaragua; † 11. April 1999 in Miami, Florida) war ein costa-ricanischer Jurist, Diplomat und Politiker.

## Leben
Gutiérrez studierte an der University of Texas Rechtswissenschaften. Anfang der 1960er Jahre lehrte er Rechtsphilosophie an der Universidad de Costa Rica, später wurde er stellvertretender Richter am Obersten Gerichtshof (Exmagistrado Suplente de la Corte Suprema de Justicia).

## Außenpolitische Laufbahn
Von 1975 bis 1976 war er Botschafter in Westdeutschland, berufen unter der Präsidentschaft von Daniel Oduber Quirós.
In den Jahren 1984 bis 1986 war er Außenminister Costa Ricas im Kabinett des Präsidenten Luis Alberto Monge Álvarez, in dessen Amtszeit er auch an der Ausarbeitung der Proclama por la Neutralidad Activa, Perpetua y No Armada beteiligt war. Danach war er bis 1990 der Ständige Vertreter Costa Ricas bei den Vereinten Nationen.

## Schriften (Auswahl)
- Lecciones de Filosofía del Derecho. Editorial Tridente, Madrid, España 1963.[1]
- Carlos José Gutiérrez (Hrsg.): El pensamiento político Costarricense. La social democracia. 2 Bände. Libro Libre, San José, Costa Rica 1986, ISBN 9977-901-43-0 (Bd. 1), ISBN 9977-901-46-5 (Bd. 2).